# アメリカ輸送軍
アメリカ輸送軍（アメリカゆそうぐん、英語: United States Transportation Command、略称：USTRANSCOM）は、アメリカ軍における統合軍（機能別統合軍）の1つ。1987年に創設された組織で、イリノイ州のスコット空軍基地に司令部を置く。

## 概要
TRANSCOMは、平時・戦時を問わず、全世界におけるアメリカ軍の兵站・輸送（戦略輸送・戦術輸送）に関する作戦指揮を統括的に担当する組織であり、陸・海・空の三軍が有する兵站・輸送担当部隊などを指揮下に収め、大型輸送機や空中給油機、輸送艦、補給艦、輸送コンテナ、鉄道車両、輸送車両などを運用している。
現任司令官はジャクリーン・ヴァン・オヴォスト空軍大将（2021年10月15日 - ）。創設から司令官ポストには代々空軍大将が就いていたが、2018年には陸軍大将のスティーブン・ライオンズが就任した（2021年退任）。

## 編制
TRANSCOMの組織編制は、全世界におけるアメリカ軍の兵站・輸送（戦略輸送・戦術輸送）に関する作戦指揮を統括的に担当するという任務に基づき、指揮下に陸・海・空の三軍が有している兵站・輸送担当部隊を「構成部隊 (Component Command)」として組み込む形を採っている。また、TRANSCOM自身の「下部組織 (Subordinate Commmand)」という形で、統合能力付与コマンド (Joint Enabling Capabilities Command; JECC) を隷下に置き、これら4つの組織が中核となっている。
航空機動軍団 (AMC)
空軍の輸送機・空中給油機部隊であり、戦術・戦略輸送機を多数保有・運用する。TRANSCOMの3つの構成部隊の中では最も規模が大きく、AMC司令官はTRANSCOM司令官と同じく大将が就くポストとなっている。
また、民間予備航空隊もAMCの傘下にあり、危機の時などは必要に応じて徴発・動員され、人員・物資の輸送に従事する。
軍事海上輸送司令部 (MSC)
海軍の補助艦艇を運用する部隊である。輸送船・補給艦だけでなく音響測定艦・海洋観測艦や潜水艦救難艦・病院船など海軍の戦闘艦以外のあらゆる補助艦艇を運用している。運用に際しては民間の船員を大幅に活用している。海上の補給・輸送・後方支援・特殊任務（ミサイル追跡・海洋観測・情報収集など）を司っている。司令官は少将。
陸軍配備流通コマンド (SDDC)
陸軍の部隊であり、主に陸上における輸送を取り扱う（陸軍も輸送艦や航空機を保有しており、陸上手段以外での輸送を行うこともある）。司令官はMSCと同じく少将が充てられている。
統合能力付与コマンド (JECC)
どの軍種にも属さないTRANSCOM自身の下部組織。アメリカ軍の全世界的運用・統合運用に対応するため、各統合軍の司令官たちの要求・要望に応じ、統合的な作戦展開を可能にするための支援を行う。

## 歴代司令官
| 代   | 写真 | 氏名                                                                    | 軍種 | 着任            | 離任            |
| ---- | ---- | ----------------------------------------------------------------------- | ---- | --------------- | --------------- |
| 1    |      | デュアン・キャシディ空軍大将 en:Duane H. Cassidy                        | 空軍 | 1987年 7月1日   | 1989年 9月21日  |
| 2    |      | ハンスフォード・ジョンソン空軍大将 en:Hansford T. Johnson               | 空軍 | 1989年 9月22日  | 1992年 8月24日  |
| 3    |      | ロナルド・フォグルマン空軍大将 en:Ronald Fogleman                       | 空軍 | 1992年 8月25日  | 1994年 10月17日 |
| 4    |      | ロバート・L・ラザフォード空軍大将 en:Robert L. Rutherford               | 空軍 | 1994年 10月18日 | 1996年 7月14日  |
| 5    |      | ウォルター・クロス空軍大将 en:Walter Kross                              | 空軍 | 1996年 7月15日  | 1998年 8月2日   |
| 6    |      | チャールズ・ロバートソン・ジュニア空軍大将 en:Charles T. Robertson, Jr. | 空軍 | 1998年 8月3日   | 2001年 11月5日  |
| 7    |      | ジョン・W・ハンディ空軍大将 en:John W. Handy                            | 空軍 | 2001年 11月5日  | 2005年 9月7日   |
| 8    |      | ノートン・シュワルツ空軍大将 en:Norton A. Schwartz                      | 空軍 | 2005年 9月7日   | 2008年 8月11日  |
| 代行 |      | アン・ロンドー海軍中将 en:Ann E. Rondeau                                | 海軍 | 2008年 8月11日  | 2008年 9月5日   |
| 9    |      | ダンカン・マクナブ空軍大将 en:Duncan McNabb                             | 空軍 | 2008年 9月5日   | 2011年 11月17日 |
| 10   |      | ウィリアム・フレイザー空軍大将 en:William M. Fraser III                 | 空軍 | 2011年 11月17日 | 2014年 5月5日   |
| 11   |      | ポール・セルヴァ空軍大将 en:Paul J. Selva                               | 空軍 | 2014年 5月5日   | 2015年 7月30日  |
| 代行 |      | ウィリアム・A・ブラウン海軍中将 en:William A. Brown                     | 海軍 | 2015年 7月30日  | 2015年 8月26日  |
| 12   |      | ダレン・マクデュー空軍大将 en:Darren W. McDew                           | 空軍 | 2015年 8月26日  | 2018年 8月24日  |
| 13   |      | スティーブン・ライオンズ陸軍大将 en:Darren W. McDew                     | 陸軍 | 2018年 8月24日  | 2021年 10月15日 |
| 14   |      | ジャクリーン・ヴァン・オヴォスト空軍大将 en:Jacqueline Van Ovost        | 空軍 | 2021年 10月15日 |                 |